# Taťána Kuchařová

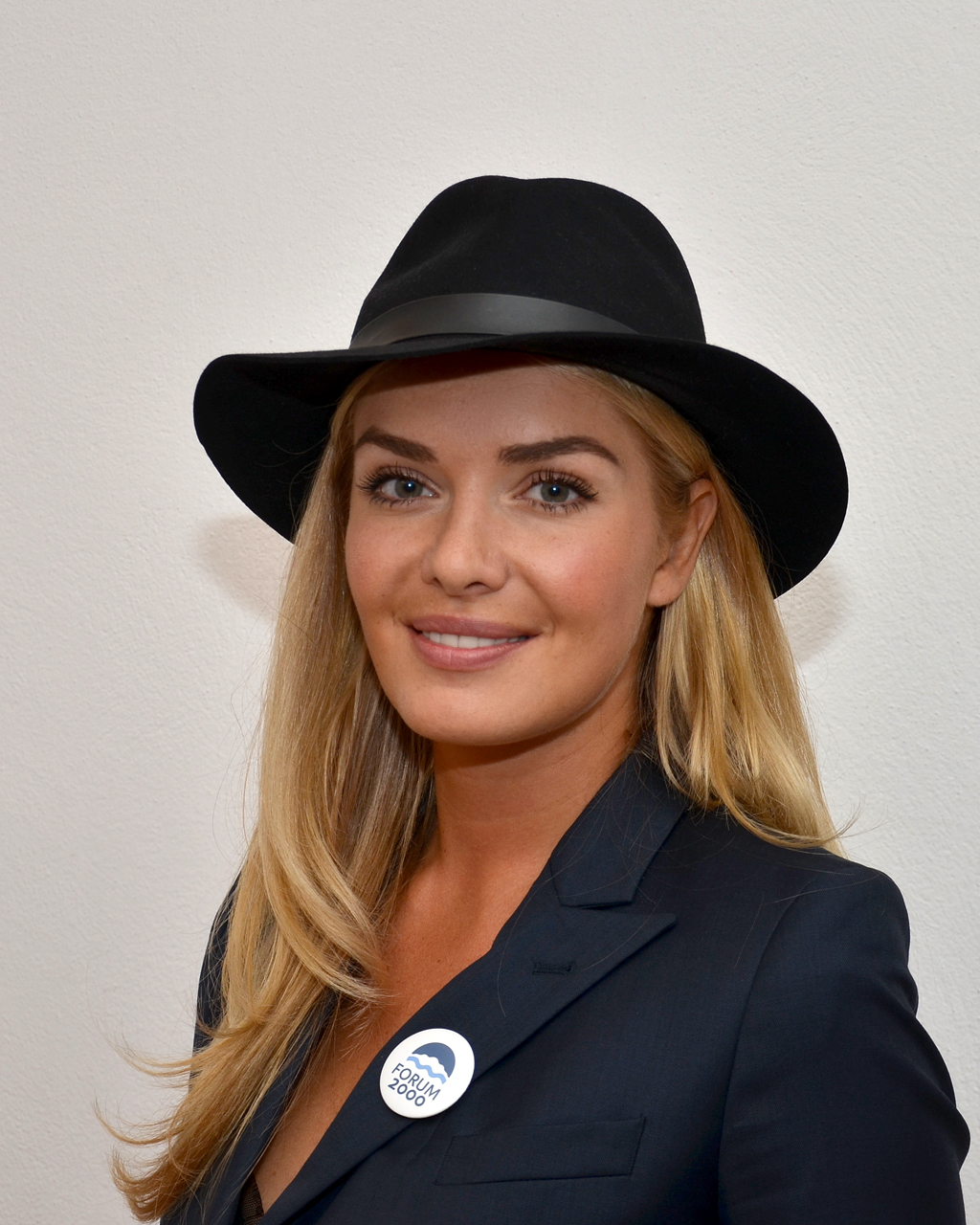
Taťána Kuchařová (Gregor Brzobohatá, 2018)

Taťána Kuchařová, coniugata Gregor Brzobohatá (Trnava, 23 dicembre 1987), è una modella ceca, vincitrice del concorso di bellezza Miss Mondo 2006.

## Biografia
Taťána Kuchařová è stata la prima Miss Repubblica Ceca a ottenere il titolo di Miss Mondo Incoronata il 30 settembre 2006 a Varsavia all'età di diciotto anni, la Kuchařová è stata la più giovane Miss Mondo mai eletta.
Grazie alla sua vittoria ha ottenuto un contratto con la prestigiosa agenzia di moda Elite Model Management ed è comparsa sulle copertine di varie riviste locali come Life & Style, Style, Top Class e Joy..
Ha partecipato all'Eurovision Song Contest 2021 come portavoce per la Repubblica Ceca.

## Agenzie
- Elite Model Management